# 羅徹斯特和斯特魯德 (英國國會選區)

選區在肯特郡的位置

羅徹斯特和斯特魯德（英語：Rochester and Strood），英國國會一郡選區，位於肯特郡西北部，包括梅德韋西北部合共九個地方選區。
本區創設於2010年。2010年大選中保守黨的馬克·雷克利斯以49.2%選票首次勝出。